# Tångringbuk
Tångringbuk (Liparis montagui) är en fiskart i ordningen kindpansrade fiskar och familjen ringbukar som förekommer i kustnära vatten i nordöstra Atlanten, från utanför den norska kusten till Nordsjön och omkring brittiska öarna och södra Island.
Tångringbuken kan bli upp till 12 centimeter lång. Den påminner till utseendet ganska mycket om den vanliga ringbuken (Liparis liparis). Hos tångringbuken är ryggfenan och stjärtfenan dock alltid åtskiljda. Även analfenorna och stjärfenan är vanligen åtskiljda, endast sällsynt är dessa överlappande.
Tångringbuken lever från lågvattenlinjen och ner till omkring 30 meters djup. Den håller sig ofta nära botten och söker skydd under stenar eller bland tång. Dess föda består huvudsakligen av olika små kräftdjur. Fortplantningen sker under senvintern och äggen avsätts dermersalt, på substrat som tång eller på kolonier av polyper av vissa nässeldjur.